# エイヴィンド・フィンスソン
エイヴィンド・フィンスソン(スウェーデン語: Eyvind Finnsson)は、10世紀ノルウェーのスカルド詩人。
〈剽窃詩人〉のエイヴィンドとも。
ハーコン善王及びハーコン・シグルザルソンの宮廷詩人。その息子 Hárekr は後にノルウェーにおける有力な族長となった。
- 『ハーコンの言葉』 - ハーコン善王を追悼して書かれ、彼のヴァルハラへの受入について語る。先に出た詩『エイリークルの言葉』に似る。
- Háleygjatal - ハーコン・シグルザルソンの系図をオーディンまで遡り、各々の死について語る。先に出た詩 『イングリング列王詩（英語版）』に似る。
- 歴史的事件に関する14の独立したスタンザ

が現存する比較的長い作品である。
エイヴィンドの作品の中で最も有名なものが次の四行詩である。おそらく960年代か970年代に編まれた『灰色マントのハラルド王のサガ』にこの詩は引用されている。
Snýr á Svǫlnis vôru

— svá hǫfum inn sem Finnar

birkihind of bundit

brums — at miðju sumri.
スヴォルニルの
ヴァールに雪が降り
フィン人のごと、われら蕾を食らふ雌鹿を
夏の最中に小屋に繋ぎぬ
（スヴォルニルのヴァールとは「オーディンの妻」即ちヨルズを指し、「大地」を意味する迂言法。また雌鹿とは羊を指す。）
エイヴィンドは自身の作品において先行作品からの借用を大いに行った。skáldaspillirという綽名は字義通りには「詩人たちを損なう者」を指し、「剽窃詩人」と翻訳されることもあるが、彼が最高の詩人であることも指しているのかもしれない。
エイヴィンドは現代のノルウェーの国歌『我らこの国を愛す』の2番から言及されている。